# Christopher Cerf
Christopher Cerf (nascido em 19 de agosto de 1941) é um escritor, compositor, letrista, dublador e produtor musical e de televisão americano. Ele contribuiu com músicas para Vila Sésamo e co-criou e co-produziu o programa de televisão educacional Between the Lions para a PBS.

## Biografia
O pai de Cerf foi Bennett Cerf, co-fundador da Random House, editor e painelista de TV. Sua mãe foi a jornalista e editora de livros infantis Phyllis Fraser. Cerf frequentou a Deerfield Academy e se formou no Harvard College. Ele foi casado com Geneviève Charbin, uma católica de ascendência francesa. Cerf e Katherine Vaz se casaram em 21 de junho de 2015. Após a morte de seu pai, sua mãe se casou com o ex-prefeito de Nova York Robert F. Wagner Jr.

## Composições musicais
No início dos anos 1960, ele participou como escritor e performer em sátiras musicais lançadas por The Harvard Lampoon. Desde sua primeira temporada em 1969, Cerf desempenhou um papel na criação e produção do programa de televisão Vila Sésamo, principalmente como contribuidor regular de músicas e letras, e como produtor de muitos de seus álbuns musicais. No processo, ele ganhou dois Grammy Awards e três Emmy Awards por composição e produção musical. Desde que escreveu e interpretou sua primeira música para Vila Sésamo, "Count It Higher" (1973) na 5ª temporada, Cerf escreveu ou co-escreveu mais de 200 músicas apresentadas no programa, incluindo "Put Down the Duckie", "The Word Is No", "Dance Myself to Sleep", "Monster in the Mirror", e paródias como "Born To Add", "Letter B", "Wet Paint" e "Furry Happy Monsters". Cerf também desempenhou um papel no financiamento contínuo de Vila Sésamo, fundando e servindo como o primeiro editor-chefe da divisão de livros, discos e brinquedos do Sesame Workshop.
Além de suas contribuições para Vila Sésamo, o material musical de Cerf apareceu em Saturday Night Live, The National Lampoon Radio Hour, The Electric Company, Square One Television, Between the Lions, e em várias produções dos Muppets, e suas músicas foram interpretadas por Paul Simon, Ray Charles, Johnny Cash, R.E.M., James Taylor, Tony Bennett, Dixie Chicks, Tracy Chapman, Carol Channing, Randy Travis, The Four Tops, Melissa Etheridge, Smokey Robinson, Bonnie Raitt, Wynton Marsalis, Little Richard, B.B. King, Jimmy Buffett, Bart Simpson e o tenor da Metropolitan Opera José Carreras. O personagem Muppet de cabelos loiros e cacheados de Vila Sésamo é seu homônimo e o vocalista principal do grupo de rock "Chrissy and the Alphabeats".

## 1963–70: Cerf na Random House
Antes de se juntar a Vila Sésamo, Cerf passou oito anos como editor sênior na Random House (co-fundada por seu pai em 1927), onde trabalhou com autores como George Plimpton, Andy Warhol, Abbie Hoffman, Ray Bradbury, Richard Fariña e Dr. Seuss (Theodor Geisel). Em 1993, Cerf renovou seus laços com a Random House quando assumiu o cargo de Presidente do Conselho Consultivo da Modern Library.[carece de fontes?]

## Colaborações com Marlo Thomas
Cerf editou e produziu o livro, álbum e especial de TV Free to Be... a Family de Marlo Thomas & Friends. O livro alcançou o primeiro lugar na lista de best-sellers do The New York Times em uma semana após sua publicação em 1989, e o programa recebeu um Emmy como o especial infantil mais destacado do ano.
Cerf e Thomas colaboraram novamente, co-editando e co-produzindo Thanks & Giving: All Year Long, um livro e CD sobre generosidade e compartilhamento (e seus opostos, egoísmo e falta de consideração). Os royalties do projeto, pelo qual Thomas e Cerf ganharam um Grammy Award em 2005, vão para o St. Jude Children's Research Hospital, fundado pelo pai de Thomas, Danny Thomas, em 1962.

## Between the Lions
Cerf atuou como Produtor Executivo e Produtor Musical e de Áudio de Between the Lions, a série infantil sobre alfabetização que sua empresa, Sirius Thinking, Ltd., criou para a PBS. Between the Lions ganhou duas vezes o Television Critics' Award como o programa infantil mais destacado do país e ganhou dez Emmy Awards. Em dois estudos independentes, conduzidos pela Universidade do Kansas e pela Mississippi State University, o programa também demonstrou sucesso em ajudar crianças – incluindo aquelas com maior risco de fracasso na alfabetização – a aprender a ler.

## Lomax, the Hound of Music
Em 2008, Cerf foi co-criador (com Norman Stiles e Louise Gikow), Produtor Executivo e escritor da série Lomax, the Hound of Music do PBS Kids. O programa, que estreou no inverno de 2008, é uma série infantil apresentando "um cachorro de pelúcia bondoso e obcecado por melodias chamado Lomax, seu companheiro felino Delta e sua amiga humana, Amy, em uma viagem de trem repleta de músicas cruzando a paisagem musical da América. Com a ajuda – e participação total – de crianças reais no trem, no local e dos espectadores em casa, Lomax e seus amigos perseguem obstinadamente sua paixão mútua: rastrear as maravilhosas músicas que formam o coração da diversificada herança musical de nossa nação."
O programa tinha credenciais educacionais. Conscientes de que muitas crianças americanas não recebem educação musical formal, Cerf, Stiles e Gikow basearam Lomax no currículo de educação musical criado pelo educador musical John Feierabend, PhD, comprovado para aumentar a habilidade e inteligência musical das crianças. Incluía aparições de Larry Campbell e Tom Chapin. Lomax teve apenas uma temporada.

## Escritos humorísticos
Cerf também trabalhou como autor e satirista. Em 1970, ele ajudou a lançar a National Lampoon, atuando como Editor Contribuinte desde seu primeiro número até meados dos anos 1970, e em 1978, ele co-concebeu e co-editou com Tony Hendra, George Plimpton e Rusty Unger a paródia jornalística Not The New York Times.
The Experts Speak, o "compêndio de desinformação autorizada" que Cerf co-escreveu com Victor Navasky em 1984, foi recentemente relançado. Em 1986, Cerf colaborou com o colega da National Lampoon Henry Beard em The Pentagon Catalog: Ordinary Products at Extraordinary Prices, que ofereceu aos leitores a oportunidade histórica de obter uma porca hexagonal gratuita – avaliada em US$ 2.043 pela McDonnell Douglas Corporation – com cada cópia comprada. (O livro tem um furo recortado na capa e nas primeiras páginas: o livro foi vendido em embalagem plástica transparente com uma porca de aço dentro desse furo, ligeiramente abaixo do nível da capa. A embalagem exibia a porca e impedia que ela caísse antes da compra do livro.) The Official Politically Correct Dictionary, também escrito com Beard, apareceu pela primeira vez em 1992.
Em 2008, para comemorar o quinto aniversário do discurso de vitória de George W. Bush a bordo do U. S. S. Lincoln, Cerf colaborou novamente com Victor Navasky para produzir Mission Accomplished!: Or How We Won the War in Iraq, baseado na presença militar americana no Iraque.

## Objeções ao uso de sua música para quebrar a vontade de prisioneiros
Em dezembro de 2008, a Associated Press relatou que vários músicos estavam coordenando suas objeções ao uso de sua música como técnica para amolecer prisioneiros.
As músicas usadas eram principalmente heavy metal, mas incluíam músicas de Vila Sésamo. A Associated Press relatou que Cerf "ficou horrorizado ao saber que músicas do programa infantil foram usadas em interrogatórios".
Como consequência, ele pesquisou como a música está sendo usada para fins militares e publicou suas descobertas no documentário Songs of War.